# Sebagena furcifera
Sebagena furcifera är en fjärilsart som beskrevs av Walker 1865. Sebagena furcifera ingår i släktet Sebagena och familjen trågspinnare. Inga underarter finns listade.